# Paul Devès
Paul Pierre Devès, né le 3 novembre 1837 à Aurillac et mort le 12 novembre 1899 à Paris 16e, est un avocat, magistrat et homme politique français.

## Biographie
Avocat au barreau de Paris, il est  président de la Compagnie des chemins de fer Bône-Guelma de 1891 à 1899, ainsi qu'administrateur du Crédit foncier et des Ateliers franco-russes. 
Élu député en 1876, il est l'un des signataires du manifeste des 363, lors de la crise du 16 mai 1877.

## Fonctions et mandats politiques

### Fonctions ministérielles
- Ministre de l'Agriculture du 14 novembre 1881 au 29 janvier 1882 dans le Gouvernement Léon Gambetta
- Ministre de la Justice et des Cultes du 7 août 1882 au 28 janvier 1883 dans le Gouvernement Charles Duclerc
- Ministre de la Justice du 29 janvier 1883 au 20 février 1883 dans le Gouvernement Armand Fallières

### Mandats électifs
- Maire de Béziers de 1873 à 1874
- Conseiller général du canton de Servian (Hérault)
- Député de l'Hérault de 1876 à 1881
- Député des Hautes-Pyrénées de 1881 à 1885
- Sénateur du Cantal du 29 août 1886 au 12 novembre 1899